# Maria Lois
Maria Lois i López (Borjas Blancas, 5 de septiembre de 1896 – San Baudilio de Llobregat, 16 de septiembre de 1933) fue una profesora y bibliotecaria española.
Estudió bachillerato en el Liceu Escolar de Lérida y en 1915 fue una de las primeras licenciadas en filosofía y letras por la Universidad de Barcelona. Se doctoró al momento en que ya ejercía de secretaria de la Escuela Superior de Bibliotecarios. Durante un corto período de tiempo, de febrero a agosto de 1917, fue miembro de la Oficina de Estudios Orientales de la Sección Filológica del Instituto de Estudios Catalanes, junto con Frederic Clascar y Jaume Bages.
Desde el curso 1919/1920 impartió docencia en la Escuela de Bibliotecarios, donde fue la primera profesora titular. Tuvo por encargo llevar a cabo el curso preparatorio del plan de estudios, datado en 1919 y que contuvo materias relacionadas con la cultura general y sirvió para preparar a los futuros alumnos de cara al examen. El 22 de septiembre de 1919 contrajo matrimonio con el bibliotecario, profesor, filólogo e historiador de la literatura catalana Jordi Rubió i Balaguer, con quien tuvo cuatro hijos.
María Lois falleció el 16 de septiembre de 1933 en San Baudilio de Llobregat, a los 37 años de edad. Como homenaje, tiene dedicada una sala en la biblioteca de su pueblo natal, Borjas Blancas.